# 大王殿祭り
大王殿祭り（ウォードンまつり）は鹿児島県姶良郡湧水町吉松地域で行われる年中行事である。「大王殿」（ウォードン）とはそこに現れる男女2神からなる仮面神のこと。なお、「大王殿」の現れる神事はこのほかに日置市の「せっぺとべ」がある。
座標: 北緯32度01分05.5秒 東経130度44分07.9秒 / 北緯32.018194度 東経130.735528度

## 概要
祭りは鹿児島県地域の秋祭である「ホゼ」の時期の、毎年11月19日（正式なホゼの1週間前）に湧水町川西621の箱崎八幡神社で行われる。境内での祭礼を終えた宮司・氏子たちが男面・女面のウォードン（祝詞の中では「大王」と書いて「ウォーの命」と読まれる）を金剛杖の先に括り付けて掲げ「ウォー、ウォー」と叫びながら町内を巡幸する。この叫び声には悪霊や邪気を祓う力があるという。町内の移動は、かつては騎馬や自転車であったが、現在は軽トラックの荷台に金剛杖を据えて行われる。
宮司一行は、宮崎県えびの市との境である鶴丸地区に向かい、村境の道路にウォードン面を立て祈祷を行う。祈祷ののち鶴丸神社の氏子たちと酒を交わし直会を行う。その後、南に向かい川添地区の熊野神社を訪ね、ここでも祈祷ののち氏子たちと酒を交わし直会する。最後に箱崎八幡神社に凱旋し王面を納め神事は終了する。
鹿児島県下では、秋の収穫祭（ホゼ）の時期に弥五郎どんなどのような仮面神が来訪し、村内を巡る行事が多く知られているが、その中でも大王殿祭りは胴体を持たないなどの特徴から古い形態の祭りではないかとされている。
なお、この祭りは2018年（平成30年）の鹿児島県による『かごしまの祭り・行事調査事業報告書』では「存続危機」が懸念されている。